# Teenager Liebe
«Teenager Liebe» (amor adolescente) es el único sencillo del álbum de Die Ärzte, Die Ärzte früher! de 1989.

## Listado de temas
1. "Teenager Liebe (unecht)" (Urlaub) - 3:18
2. "Gute Nacht" (Felsenheimer, Urlaub, Runge) - 2:01

- Datos: Q9082277